# Ebon C. Ingersoll

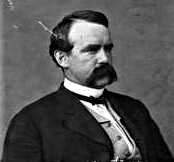
Ebon C. Ingersoll

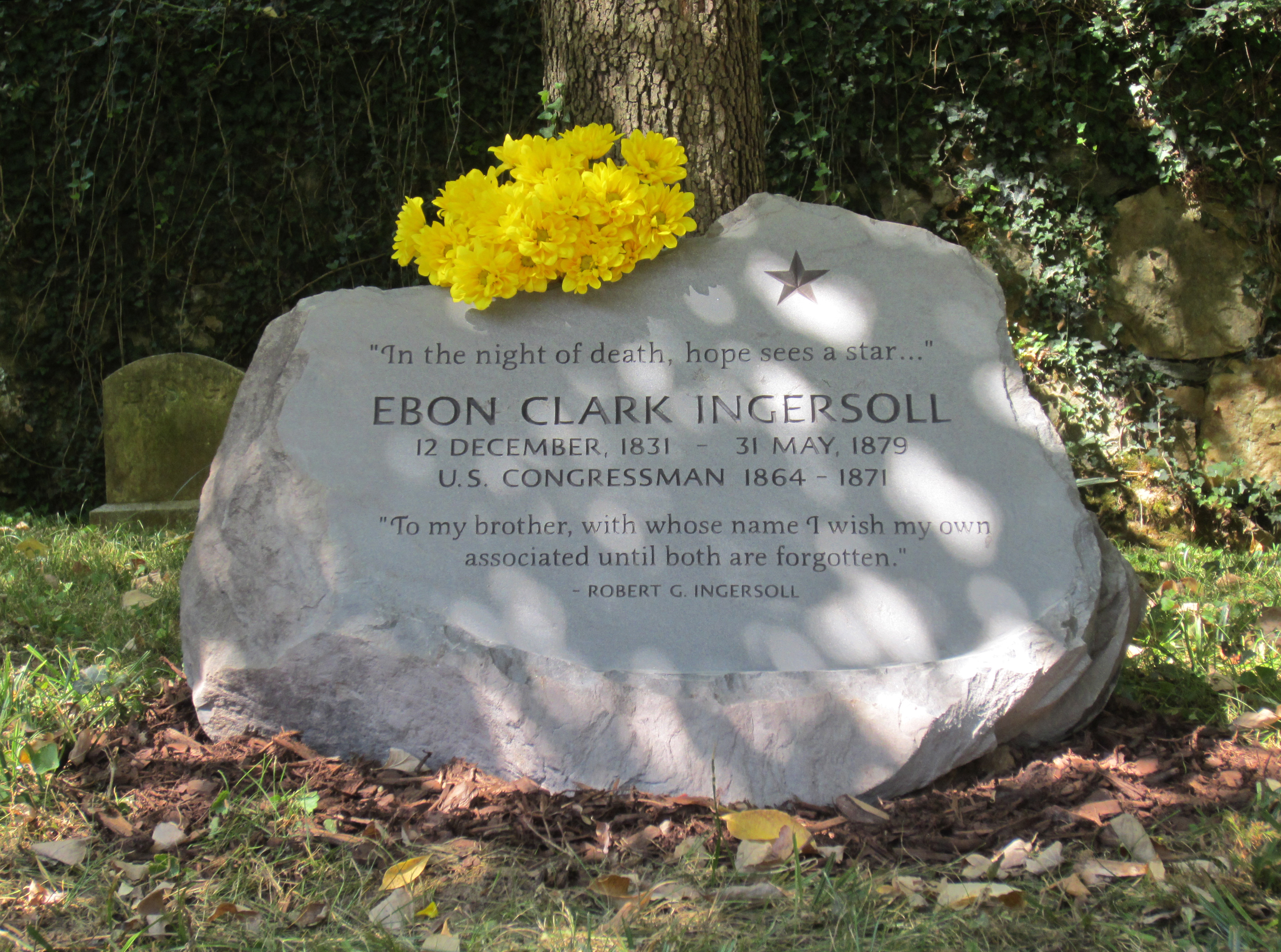
Grab von Ebon C. Ingersoll, Oak Hill Cemetery (Washington, D.C.)

Ebon Clark Ingersoll (* 12. Dezember 1831 in Dresden, Yates County, New York; † 31. Mai 1879 in Washington, D.C.) war ein US-amerikanischer Politiker. Zwischen 1864 und 1871 vertrat er den Bundesstaat Illinois im US-Repräsentantenhaus.

## Leben
Im Jahr 1843 kam Ebon Ingersoll, der ältere Bruder von Robert G. Ingersoll, in das Wisconsin-Territorium. Bald darauf zog er nach Peoria in Illinois. Er besuchte die Schulen seiner jeweiligen Heimat und in Paducah (Kentucky). Nach einem anschließenden Jurastudium und seiner 1854 erfolgten Zulassung als Rechtsanwalt begann er in Peoria in diesem Beruf zu arbeiten. Gleichzeitig schlug er als Mitglied der Republikanischen Partei eine politische Laufbahn ein. Im Jahr 1856 wurde er in das Repräsentantenhaus von Illinois gewählt.
Nach dem Tod des Abgeordneten Owen Lovejoy wurde Ingersoll bei der fälligen Nachwahl für den fünften Sitz von Illinois als dessen Nachfolger in das US-Repräsentantenhaus in Washington gewählt, wo er am 20. Mai 1864 sein neues Mandat antrat. Nach drei Wiederwahlen konnte er bis zum 3. März 1871 im Kongress verbleiben. In dieser Zeit endete der Bürgerkrieg. Seit 1865 war die Arbeit des Kongresses von den Spannungen zwischen den Republikanern und Präsident Andrew Johnson überschattet, die in einem nur knapp gescheiterten Amtsenthebungsverfahren gipfelten. Zwischen 1865 und 1869 war Ingersoll Vorsitzender des Ausschusses zur Verwaltung des Bundesbezirks District of Columbia. Danach leitete er von 1869 bis 1871 den Ausschuss für Straßen und Kanalbauten sowie den Ausschuss für Eisenbahnen und Kanäle. Im Jahr 1870 wurde er nicht wiedergewählt.
Nach dem Ende seiner Zeit im US-Repräsentantenhaus praktizierte Ebon Ingersoll als Anwalt in der Bundeshauptstadt Washington, wo er am 31. Mai 1879 starb.